# الیسون شیفر
اَلیسون شِـیفر (انگلیسی: Alyson Shaffer؛ ۱۷ دسامبر ۱۸۹۴ – ژوئن ۱۹۷۴) تدوین‌گر اهل ایالات متحده آمریکا بود.
از فیلم‌هایی که وی در آن‌ها نقش داشته‌است، می‌توان به عقاب‌های جوان و تام سایر اشاره نمود.